# エルマー・ドリュー・メリル
エルマー・ドリュー・メリル（Elmer Drew Merrill、1876年10月15日 - 1956年2月25日）は、アメリカ合衆国の植物学者である。アジア太平洋地域の植物相を専門とした。

## 経歴

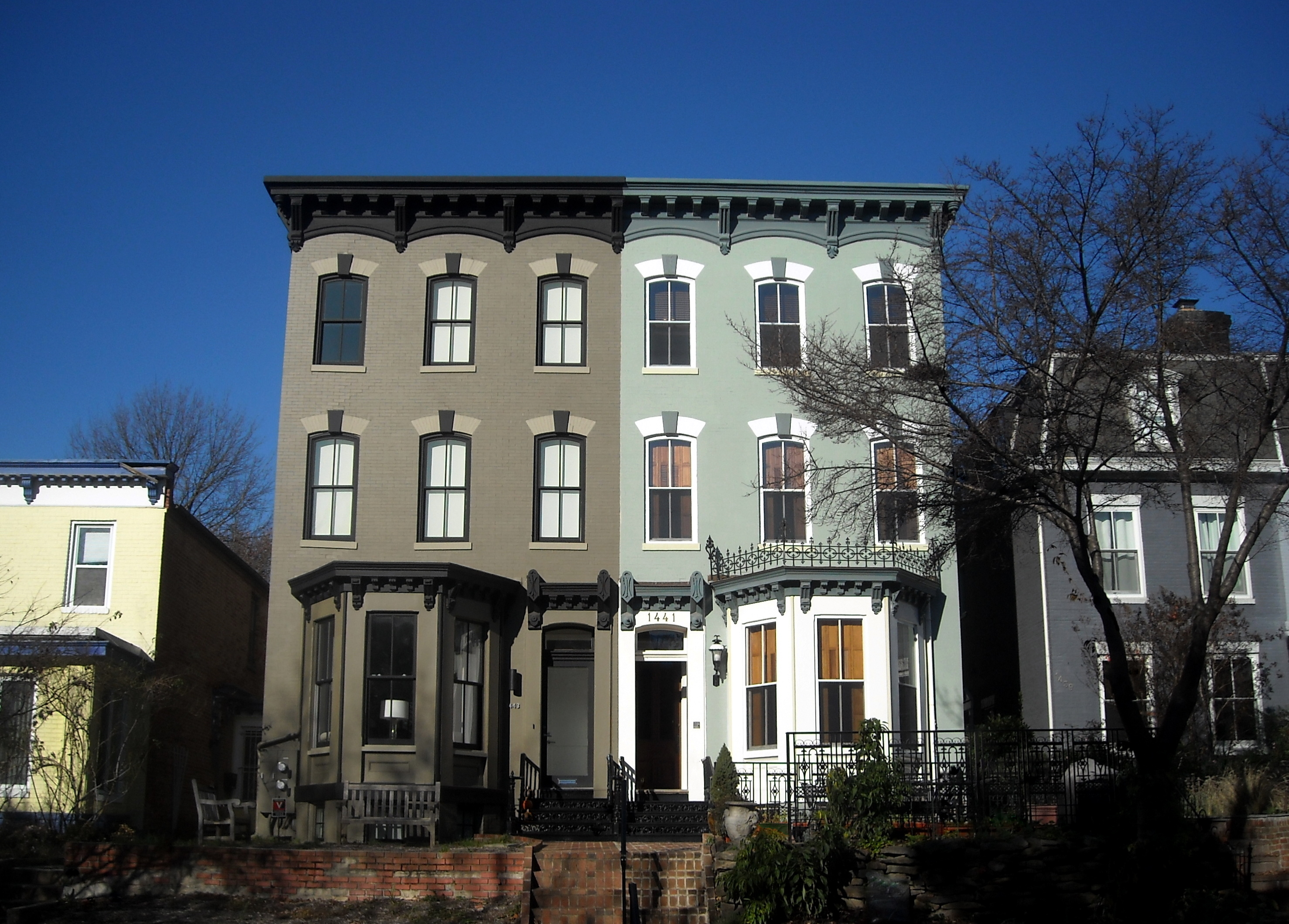
ワシントンD.C.近傍のローガン・サークルに位置するメリルの元住居（左）。

1876年、メイン州イースト・オーバーンで生まれた。メイン大学に進み、1898年にB.S.を取得した。その後、アメリカ合衆国農務省 (USDA) に加わり、1902年から1923年までフィリピンでUSDAの植物学者として従事した。
アメリカ合衆国に戻り、カリフォルニア大学バークレー校農学部長となった。1929年、コロンビア大学の植物学教授となるためにニューヨークへ移った。また、当地では1929年から1935年までニューヨーク植物園の園長を務めた。1935年に、ハーバード大学アーノルド植物園の園長となり、1946年の引退まで務めた。1939年にリンネ・メダル受賞。メリルはマサチューセッツ州フォレスト・ヒルズで死去した。

## 研究内容・業績
- メリルはアジアの植物の分類の精力的な研究で知られていた。著作には、Flora of Manila（1912年）、The Enumeration of Philippine Flowering Plants（1922年-1926年）がある。最後の著作は1954年に出版されたThe Botany of Cook's Voyagesであった。